# 白色巨塔 (日本小說)
《白色巨塔》（日语：白い巨塔），是一部日文長篇小說，作者是社會派（日语：社会派）小說家山崎豐子，最早於1963年在《Sunday 每日》週刊上開始連載。藉由兩位主角—相互熟識但個性差異極大的兩個醫生，在浪速大學教學醫院中所受境遇的對照，以及醫療疏失訴訟的曲折過程，揭露醫療體制的扭曲與腐敗、醫學界高層傾力於權勢爭奪下的黑幕，以及尋求醫療疏失賠償的艱辛。由於內容對於醫病關係的矛盾與衝突有強烈的描述，因而造成很大的話題性。

## 影響

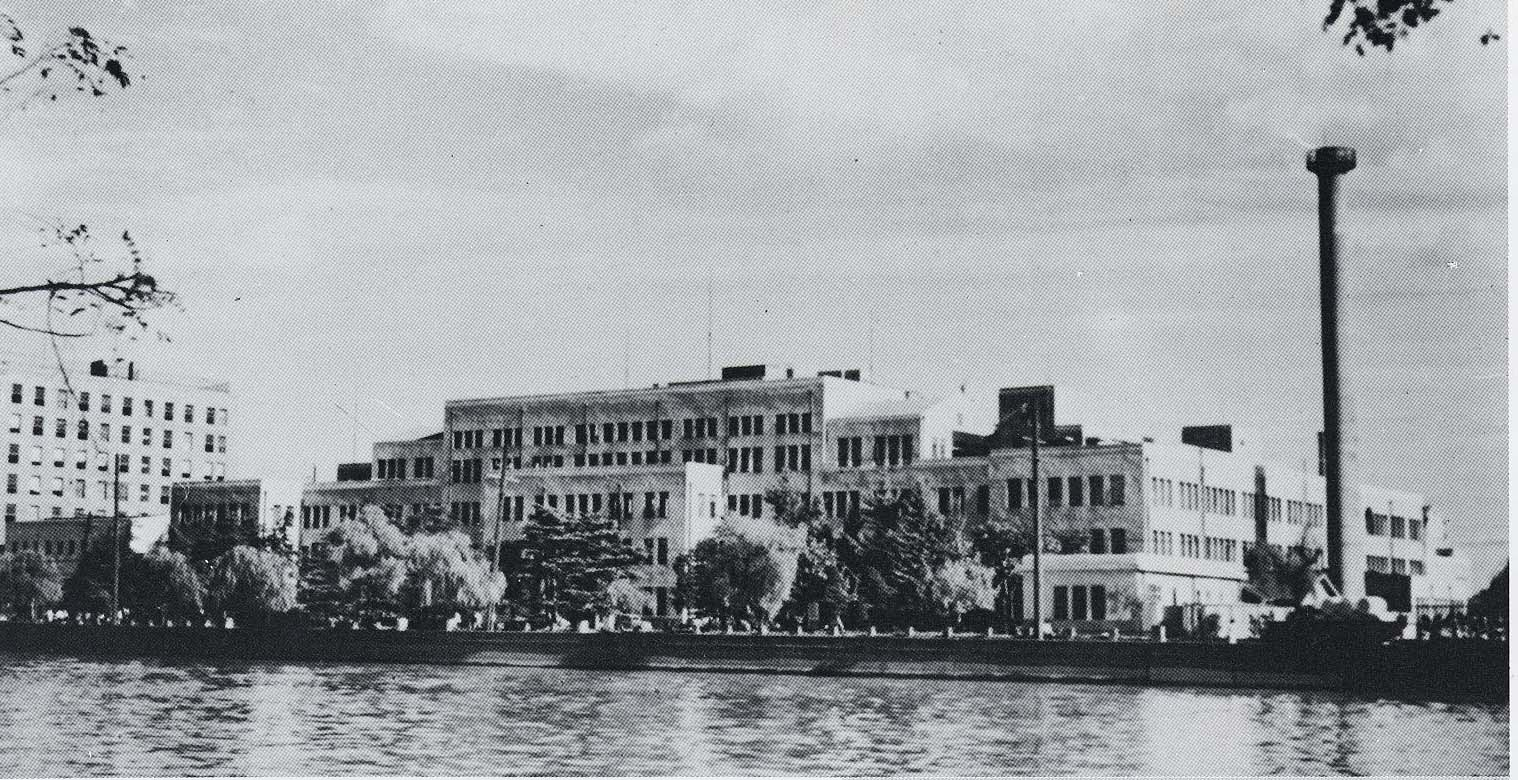
小說中「浪速大學」的原型：大阪大学醫學部（中之島校區）

自從作品連載以來，除了引起社會對於醫療體制與醫病關係的廣泛討論之外，也常被醫學院的師生用作課堂的討論主題。在迴響超乎預期的情形下，山崎豐子繼續撰寫了情節接續於本篇之後的續篇，自1967年開始連載。後來發行正篇、續篇一併收錄的總集單行本共五冊；整部作品至2003年底為止，累積銷售量已超過430萬本。
本書經翻譯而成的中文版於2004年底由商周文化出版（上冊：ISBN 9861242899；中冊：ISBN 9861242902；下冊：ISBN 9861242910）。

## 影視改編
《白色巨塔》這部作品至今共有六次影像化演出的紀錄，分別是：
- 1966年由大映東京拍成電影（田宮二郎主演）
- 1967年由NET（日本教育電視台，即今朝日電視台前身）改拍電視劇（佐藤慶主演）
- 1978年由富士電視台改拍電視連續劇（田宮二郎主演）
- 1990年由朝日電視台拍成電視單元劇（村上弘明主演）
- 2003年再度由富士電視台拍成電視連續劇（唐澤壽明、江口洋介主演）
- 韓國文化廣播公司（MBC）亦於2007年拍成韓語版電視劇
- 2019年由朝日電視台再次拍成五集電視劇（岡田准一、松山研一主演）[1][2]

## 漫畫改編
- 由安藤慈朗繪畫的同名漫畫，由日本新潮社的“月刊 COMIC PUNCH”於2018年起連載至今。

## 同名作品
另外，台灣作家侯文詠在1999年出版同名的長篇小說，取材同樣涉及醫患關係及教學醫院內部的權力鬥爭，但主題、人物、情節等方面均與山崎豐子的著作不同。